# 이숙영
이숙영(1957년 12월 12일 ~ )은 대한민국의 방송인이다.

## 경력
- 경기여자고등학교와 이화여자대학교 영어영문학과를 졸업하였고, 한양대학교 언론정보대학원 석사과정을 마쳤다.

- 원래 1979년 동아방송(DBS)의 아나운서로 입사하였으나[1] 1980년 언론통폐합으로 인해 소속이 KBS로 바뀌었다.

- 1986년, 우연히 동료 아나운서의 출산휴가로 인해 KBS 2FM 《FM대행진》의 대타 DJ를 맡았다가 당시 독특한 진행방식이 화제를 모아 1987년에 이 프로그램의 고정 DJ로 발탁되었다.

- 이후 1993년 프리랜서를 선언하면서 KBS 아나운서 직을 그만두게 되었지만 이후에도 계속 《FM대행진》을 진행하였고,[2] 1996년 11월 4일 KBS 2FM 《FM대행진》을 하차하였고, 1996년 11월 14일부터 2013년 10월 13일까지 SBS 파워FM에서 《이숙영의 파워FM》을 진행하였다가 2013년 10월 14일 이후 17년만에 현재 SBS 러브FM에서 《이숙영의 러브FM》을 진행하고 있다.

## 출연작

### 라디오
- 《안녕히 계십시오》(DBS 동아방송, 1980년) - 언론통폐합 직전 동아방송의 고별 방송이다.
- 《언제나 청춘》(KBS 제2라디오, 1997년 4월 7일 ~ 2000년 4월 30일) - SBS 파워FM에서 DJ 활동할 당시 1차 겸업으로 진행한 프로그램이다.
- 《이숙영, 윤정수의 라디오 데이트》(SBS 표준FM, 1999년 1월 1일 ~ 1999년 9월 11일) - SBS 파워FM에서 DJ 활동할 당시 2차 겸업으로 진행한 프로그램이다.
- 《이숙영의 오후의 데이트》(경기방송, 2005년 ~ 2008년) - SBS 파워FM에서 DJ 활동할 당시 3차 겸업으로 진행한 프로그램이다.
- 《이숙영의 FM대행진》(KBS 제2FM, 1987년 2월 ~ 1996년 11월 3일)
- 《이숙영의 파워FM》(SBS 파워FM, 1996년 11월 14일 ~ 2013년 10월 13일)
- 《이숙영의 러브FM》(SBS 러브FM, 2013년 10월 14일 ~ )
- 《이숙영의 탄탄대로》(한국교통방송, 2020년 4월 20일 ~ 2021년 4월 9일)

### 드라마
- 《녹색마차》(SBS, 2009년) - 라디오 DJ 역(특별출연)

### 영화
- 《막걸스》(2015년) - 혜주 모 역(특별출연)

### 방송
- 《TV는 사랑을 싣고》(KBS2, 2004년) - 게스트

## 수상 경력
- Voice of SBS상(2006년)
- 2003년 SBS 연기대상 라디오부문 최우수상
- 2021년 SBS 연예대상 라디오부문 라디오 DJ상

## 음반
- 《이숙영 시낭송집 - 모던토킹》(1992년)
- 《이숙영 애창곡》(1992년)
- 《이숙영의 시(詩) 그리고 악(樂)》(2001년)

## 가족관계
- 딸 채민지, 채윤지
- 여동생 이숙빈